# سیارک ۲۹۵۲
سیارک ۲۹۵۲ (به انگلیسی: 2952 Lilliputia، نامگذاری:1979SF2) دو هزار و نهصد و پنجاه و دومین سیارک کشف شده‌است که در ۲۲ سپتامبر ۱۹۷۹ کشف شد.
قدر مطلق سیارک برابر ۱۴٫۱۰ است.